# Blair Witch (série de films)
 Pour plus de détails, voir Fiche technique et Distribution
Blair Witch est une série de films d'horreur américains créée par Daniel Myrick et Eduardo Sánchez.
La franchise comporte trois films : Le Projet Blair Witch (1999), Blair Witch 2 : Le Livre des ombres (2000) et Blair Witch (2016), qui ont rapporté un total de 341 549 347 $ dans le monde pour un budget total estimé à 20 060 000 $.

## Fiche technique
Sauf indication contraire, les informations mentionnées dans cette section peuvent être confirmées par la base de données cinématographiques IMDb,  présente dans la section « Liens externes ».
|                                     | Films                                      | Films                          | Films                   |
| Le Projet Blair Witch (1999)        | Blair Witch 2 : Le Livre des ombres (2000) | Blair Witch (2016)             |                         |
| ----------------------------------- | ------------------------------------------ | ------------------------------ | ----------------------- |
| Titre original                      | The Blair Witch Project                    | Book of Shadows: Blair Witch 2 | Blair Witch             |
| Réalisateurs                        | Daniel Myrick                              | Joe Berlinger                  | Adam Wingard            |
| Réalisateurs                        | Eduardo Sánchez                            |                                |                         |
| Scénaristes                         | Daniel Myrick                              | Dick Beebe                     | Simon Barrett           |
| Scénaristes                         | Eduardo Sánchez                            | Joe Berlinger                  |                         |
| Producteurs                         | Robin Cowe                                 | Bill Carraro                   | Keith Calder            |
| Producteurs                         | Gregg Hale                                 |                                | Roy Lee                 |
| Producteurs                         |                                            | Steven Schneider               |                         |
| Producteurs                         |                                            | Jessica Wu                     |                         |
| Directeurs de la photographie       | Neal Fredericks                            | Nancy Schreiber                | Robby Baumgartner       |
| Compositeurs                        | Antonio Cora                               | Carter Burwell                 | Adam Wingard            |
| Montage                             | Daniel Myrick                              | Sarah Flack                    | Louis Cioffi            |
| Montage                             | Eduardo Sánchez                            |                                |                         |
| Sociétés de production              | Haxan Films                                | Haxan Films                    | Room 101                |
| Sociétés de production              |                                            | Snoot Entertainment            |                         |
| Sociétés de production              |                                            | Vertigo Entertainment          |                         |
| Sociétés de distribution États-Unis | Artisan Entertainment                      | Artisan Entertainment          | Lionsgate               |
| Sociétés de distribution France     | Studio Canal                               | Mars Distribution              | Metropolitan Filmexport |
| Durée                               | 81 minutes                                 | 90 minutes                     | 89 minutes              |
| Dates de sortie États-Unis          | 14 juillet 1999                            | 27 octobre 2000                | 17 janvier 2016         |
| Dates de sortie France              | 28 juillet 1999                            | 8 novembre 2000                | 21 septembre 2016       |

## Distribution
| Personnages           | Films                        | Films                                      | Films                                   |
| Personnages           | Le Projet Blair Witch (1999) | Blair Witch 2 : Le Livre des ombres (2000) | Blair Witch (2016)                      |
| --------------------- | ---------------------------- | ------------------------------------------ | --------------------------------------- |
| Heather Donahue       | Heather Donahue              | Heather Donahue (images d'archives)        | Heather Donahue (images d'archives)     |
| Michael C. Williams   | Michael C. Williams          | Michael C. Williams (images d'archives)    | Michael C. Williams (images d'archives) |
| Joshua Leonard        | Joshua Leonard               | Joshua Leonard (images d'archives)         |                                         |
| Kim Diamond           |                              | Kim Director                               |                                         |
| Jeffrey Patterson     |                              | Jeffrey Donovan                            |                                         |
| Rustin Parr           |                              | Raynor Scheine                             |                                         |
| Mary Brown            | Patricia DeCou               |                                            |                                         |
| Erica Geerson         |                              | Erica Leerhsen                             |                                         |
| Tristen Ryler         |                              | Tristine Skyler                            |                                         |
| Stephen Ryan Parker   |                              | Stephen Barker Turner                      |                                         |
| Shérif Ronald Cravens |                              | Lanny Flaherty                             |                                         |
| Eileen Treacle        |                              | Lauren Hulsey                              |                                         |
| Peggy                 |                              | Kennen Sisco                               |                                         |
| James Donahue         |                              |                                            | James Allen McCune                      |
| Lisa Arlington        |                              |                                            | Callie Hernandez                        |
| Lane                  |                              |                                            | Wes Robinson                            |
| Talia                 |                              |                                            | Valorie Curry                           |
| Peter Jones           |                              |                                            | Brandon Scott                           |
| Ashley Bennett        |                              |                                            | Corbin Reid                             |

## Accueil

### Box-office
| Film                                       | Budget (estimation) | Box-office          | Box-office    | Nombre d'entrées  | Réf(s) |
| Film                                       | Budget (estimation) | États-Unis / Canada | Monde         | France            | Réf(s) |
| ------------------------------------------ | ------------------- | ------------------- | ------------- | ----------------- | ------ |
| Le Projet Blair Witch (1999)               | 60 000 $            | 140 539 099 $       | 248 639 099 $ | 861 461 entrées   | ,      |
| Blair Witch 2 : Le Livre des ombres (2000) | 15 000 000 $        | 26 437 094 $        | 47 737 094 $  | 453 303 entrées   | ,      |
| Blair Witch (2016)                         | 5 000 000 $         | 20 777 061 $        | 45 173 154 $  | 210 053 entrées   | ,      |
| Total                                      | 20 060 000 $        | 187 753 254 $       | 341 549 347 $ | 1 524 817 entrées |        |

### Accueil critique
| Film                                       | Rotten Tomatoes     | Metacritic            | Allociné |
| ------------------------------------------ | ------------------- | --------------------- | -------- |
| Le Projet Blair Witch (1999)               | 87% (160 critiques) | 81⁄100 (33 critiques) |          |
| Blair Witch 2 : Le Livre des ombres (2000) | 14% (108 critiques) | 15⁄100 (34 critiques) |          |
| Blair Witch (2016)                         | 38% (224 critiques) | 47⁄100 (41 critiques) |          |
| Moyenne                                    | 46%                 | 48⁄100                |          |